# Marco Mastacchi
Marco Mastacchi (Livorno, 1815 – Livorno, 1895) è stato un patriota italiano.

## Biografia
Fece parte della Commissione di Sicurezza per la difesa di Livorno dall'assedio degli austriaci del maggio 1849.

## Riconoscimenti
A sua memoria fu intitolata nel 1902 la omonima via, in sostituzione di un lungo tratto della via erbosa.